# Micrairoideae
Micrairoideae Pilger é uma subfamília da família Poaceae (Gramineae).

## Classificação das Micrairoideae
| Tribos     | Gêneros               |
| ---------- | --------------------- |
| Eriachneae | Eriachne, Pheidochloa |
| Isachneae  | Isachne               |
| Micraireae | Micraira              |

## Observações
- A DELTA: L.Watson e M.J.Dallwitz classifica:
  - A tribo Isachneae na subfamília Panicoideae
  - As tribos Eriachneae  e Micraireae na subfamília Arundinoideae
- A GRIN Taxonomy for Plants USDA classifica:
  - A tribo Isachneae  na subfamília Panicoideae
  - As tribos Eriachneae  e Micraireae  em nenhuma subfamília.